# Дьюла II
Дьюла II (венг. Zombor gyula) — венгерский племенной вождь середины X века. Был крещен в Константинополе, где получил имя Стефан.

## Биография
Дьюла II происходил из рода, представители которого носили наследственный титул дьюла, считавшийся вторым по значению в Древневенгерской конфедерации племен. Венгерские ученые отождествляют его с именем Зомбор (Зубор), упоминаемом в документе XIII века по истории венгров «Gesta Hungarorum», несмотря на то, что его неизвестный автор Дьюлу (Gyyla/Geula) и Зомбора называет братьями. Основатель рода, по венгерским хроникам, был одним из семи полководцев, занявших Трансильванию во время венгерского завоевания Среднедунайской низменности.
Венгерский историк Дьюла Кристо утверждает, что около 950 года владения Дьюлы II располагались на территории, ограниченной реками Тимиш, Марош, Кёрёш, Тиса и Tutisz (возможно, нынешняя Бега), практически полностью соответствующей региону Turkia, упоминаемому современником Дьюлы II византийским императором Константином VII Багрянородным. Румыно-американский историк Флорин Кунта предполагает, что носители титулов gyula и horka владели южной частью Среднедунайской низменности, так как большая часть находок византийских артефактов X века в Венгрии приурочена к району впадения реки Марош в Тису.
Иоанн Скилица сообщал, что около 952/953 года Дьюла II посетил Константинополь, где был крещён, получив имя Стефан (венгерский аналог — Иштван), а также почетный титул patrikios. Согласно Иоанну Скилице, Дьюла II взял с собой епископа по имени Иерофей для миссионерской деятельности.